# Bäckenskål
För andra betydelser, se Bäcken (olika betydelser).

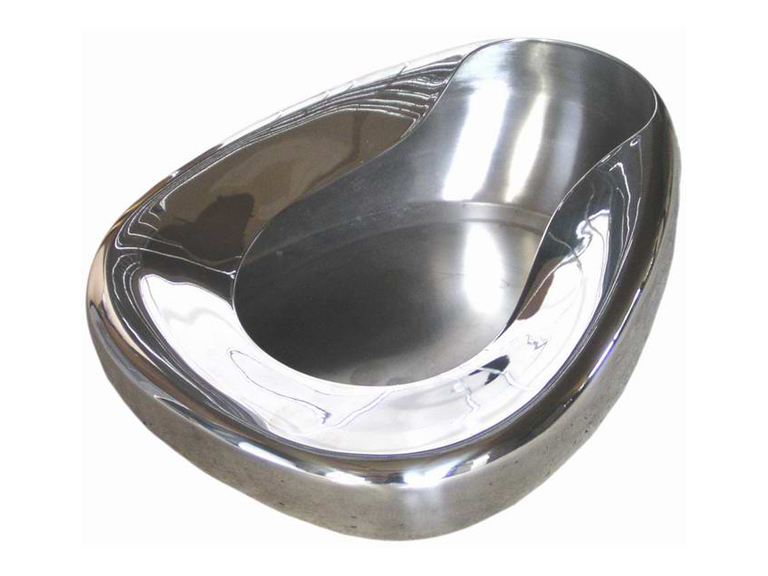
Ett enkelt bäcken i rostfritt stål.

Bäckenskål (också kallad sängbäcken men oftast endast bäcken) är en sjukvårdsartikel i rostfritt stål, plast, porslin eller papp, i vilket man urinerar eller har avföring, som i en potta. Bäcken används ofta i sängen när en person är förhindrad att, eller inte hinner, ta sig till en toalett. Det används också som tillbehör till mobila dusch- och toalettstolar.

## Etymologi
Ordet "bäcken" i sitt ursprungliga betydelse syftade på ett metallkärl (skål) avsedd för uppsamling av kollekt, t. ex. vid ingången till gudstjänstlokaler. I slutet av 1800-talet ersatte bäcken offerhåvarna som hade varit i bruk i Sverige sedan mitten av 1600-talet. 
Ordet bäcken har även förekommit i många andra sammanhang med betydelsen "flat skål av metall", till exempel dopbäcken, räckbäcken och stickbäcken.